# Vladimír Šmicer
Vladimír Šmicer (Děčín, 1973. május 24.) cseh válogatott labdarúgó. 2005-ben ő lett az UEFA Bajnokok Ligája első cseh győztese, Milan Baroš-sal együtt. 2008-ban megnyerte az "év cseh labdarúgója" szavazást a Liga személyisége kategóriában.
Aktív futballpályafutását 2009 őszén fejezte be visszatérő egészségügyi problémái miatt. Ezt követően a cseh válogatott menedzsere lett, ezen a poszton szolgált a 2014-es brazíliai világbajnokság sikertelen kvalifikációjáig, amikor annak vége előtt (2013 októberében) elbocsátották. 2014. március végén Alex Pastoor holland edző vette át a helyét.
Egy nappal a visszavonulása előtt a cseh nemzeti válogatott menedzsere lett, Michal Bílek edző oldalán.
Felesége Pavlína Vízková, aki Ladislav Vízek lánya. Van egy lányuk, Natalie, és egy fiuk, Jiří.
A 2014-es parlamenti választások idején a VIZE 2014 párt támogatójaként azt mondta, hogy csökkenti az elhízás mértékét a gyerekek körében.